# Campoo de Enmedio
Campoo de Enmedio là một đô thị thuộc cộng đồng tự trị Cantabria, Tây Ban Nha. Theo điều tra dân số năm 2007, đô thị này có dân số là 3.996 người. Thủ phủ là Matamorosa.

## Biến động dân số
| 1900  | 1910  | 1920  | 1930  | 1940  | 1950  | 1960  | 1970  | 1980  | 1990  | 2000  | 2006  |
| ----- | ----- | ----- | ----- | ----- | ----- | ----- | ----- | ----- | ----- | ----- | ----- |
| 2.695 | 2.787 | 3.271 | 4.542 | 4.162 | 4.499 | 4.621 | 3.887 | 4.037 | 4.109 | 3.972 | 3.932 |

Fuente: INE